# Il'inskij rajon (Oblast' di Ivanovo)
L'Il'inskij rajon (in russo Ильинский район?) è un rajon dell'Oblast' di Ivanovo, nella Russia europea; il capoluogo è Il'inskoe-Chovanskoe. Istituito nel 1929, ricopre una superficie di 1360 chilometri quadrati e nel 2010 ospitava una popolazione di circa 9.800 abitanti.